# ケン・アーノルド
ケン・アーノルド(Ken Arnold)ことケネス・カッツ・リチャード・キャボット・アーノルド（Kenneth Cutts Richard Cabot Arnold、1958年 - ）は、アメリカ合衆国のプログラマである。1980年代にダンジョンアドベンチャー型のコンピュータRPG『ローグ』を開発し、UNIXのディストリビューションであるBSDのオリジナルバージョンに貢献したことで知られる。CやC++に関する本や記事（1980年代から1990年代にかけて『UNIXレビュー』誌に寄稿したコラム"The C Advisor"など）を執筆したほか、Javaプラットフォームに関する仕事もしている。

## バークレー校において
アーノルドは、ローレンス・バークレー国立研究所のコンピュータ研究室1年間働いた後、カリフォルニア大学バークレー校に入学し、1985年に計算機科学の学士号(A.B.)を取得した。大学在学中は、コンピュータクラブの部長と計算機科学部生協の会長を務めた。また、BSDのオリジナルバージョン(2BSD, 4BSD)に多くの貢献をした。以下はその一部である。
- curses: 文字のみを表示する端末上でカーソル移動、画面編集、ウィンドウ作成を制御するための、ハードウェアに依存しないライブラリ。ビル・ジョイによるviのカーソル移動のコードを参考に作成された[2][3]。
- ローグ (Rogue): アーノルド、マイケル・トイ、グレン・ウィッチマン（英語版）によって共同で開発されたフルスクリーンのコンピュータRPG。『ゾーク』や『コロッサル・ケーブ・アドベンチャー』などのそれまでのコンピュータRPGは、テキストによる説明のみでゲームを進めていたが、『ローグ』はダンジョンを上から眺めるという、当時としては斬新なスタイルを取り入れた。このゲームを模倣した「ローグライクゲーム」というゲームジャンルを生み出した。
- fortune: ランダムにメッセージを表示するおみくじプログラム。同様のプログラムは以前からあったが、アーノルドが製作しBSDに同梱されたものが広く使われるようになり、付属する名言のデータベースも膨大な量になった[4]。

## 主な著書
- JavaSpaces. Principles, Patterns, and Practice; Eric Freeman, Susanne Hupfer, Ken Arnold; ISBN 0-201-30955-6
- The Java Programming Language; 4th Edition; Ken Arnold, James Gosling, David Holmes; ISBN 0-321-34980-6
  - Sample chapter: A Taste of Java's I/O Package: Streams, Files, and So Much More
- The Jini(TM) Specification, 2nd Edition; Ken Arnold, Jim Waldo and the rest of the Jini technology team. Part of the official Jini Technology Series, published by Addison Wesley.
- "Fear and Loathing on the UNIX Trail -- Confessions of a Berkeley system mole."; Doug Merritt with Ken Arnold and Bob Toxen; Unix Review, Jan 1985
- "Rogue: Where It has Been, Why It Was There, And Why It Shouldn't Have Been There In The First Place"; USENIX Conference Proceedings; Boston, July 1982, p. 139 ff; Ken C.R.C. Arnold, Michael C. Toy[5]